# Lars Bertels
Lars Bertels (Antwerpen, 14 augustus 1970) is een Belgisch handbalcoach en voormalig handbaldoelman. 

## Levensloop
Tijdens zijn spelerscarrière kwam hij uit voor Ajax Lebbeke, Sittardia, Initia Hasselt en Sasja. Na zijn spelerscarrière was hij coach van onder andere OLSE Merksem en AtomiX.